# Markham (Illinois)
Markham is een plaats (city) in de Amerikaanse staat Illinois, en valt bestuurlijk gezien onder Cook County.

## Demografie
Bij de volkstelling in 2000 werd het aantal inwoners vastgesteld op 12.620. In 2006 is het aantal inwoners door het United States Census Bureau geschat op 12.248, een daling van 372 (-2,9%).

## Geografie
Volgens het United States Census Bureau beslaat de plaats een oppervlakte van 13,5 km², geheel bestaande uit land.

## Plaatsen in de nabije omgeving
De onderstaande figuur toont nabijgelegen plaatsen in een straal van 4 km rond Markham.